# 富景花園

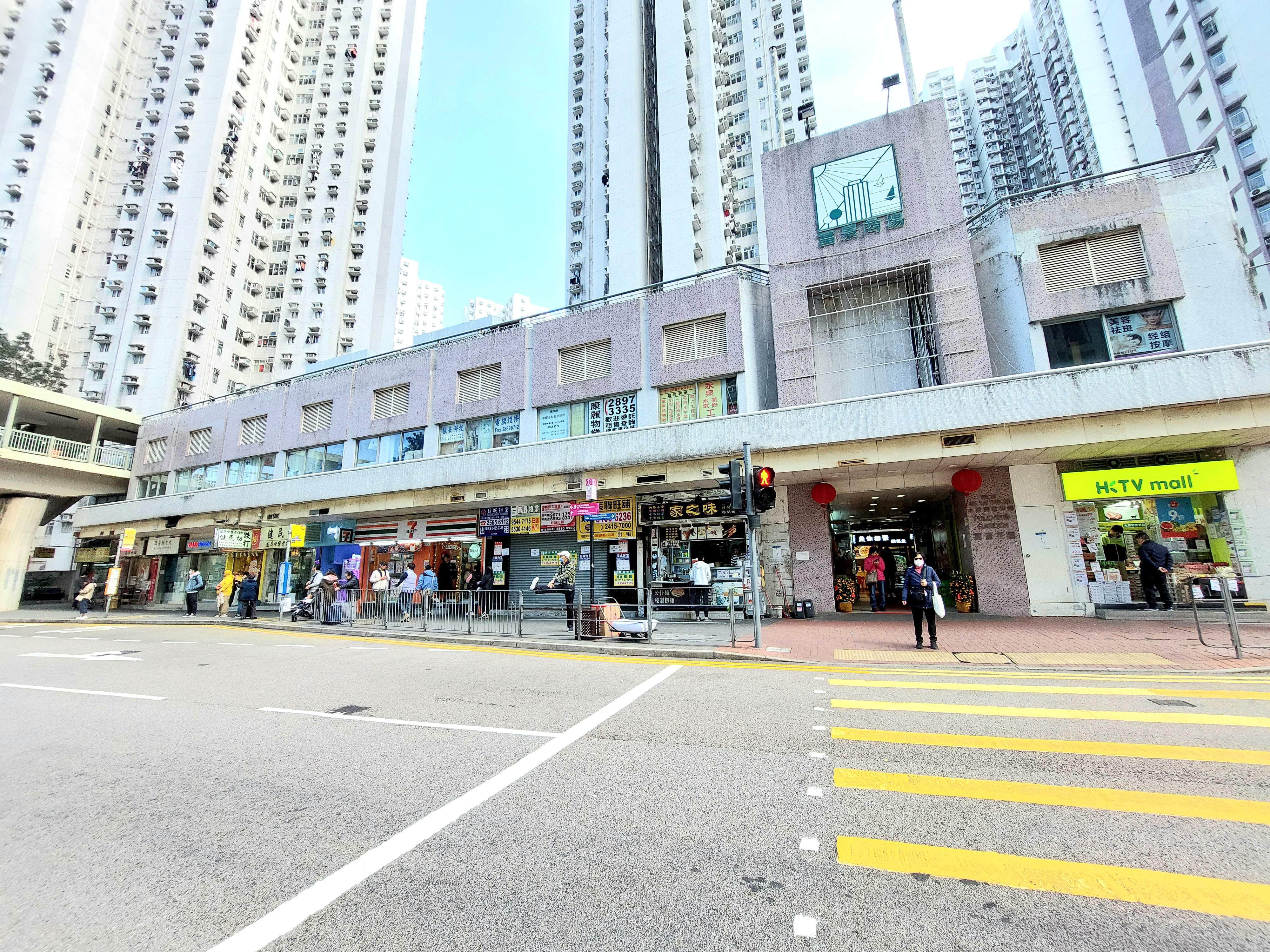
富景商場

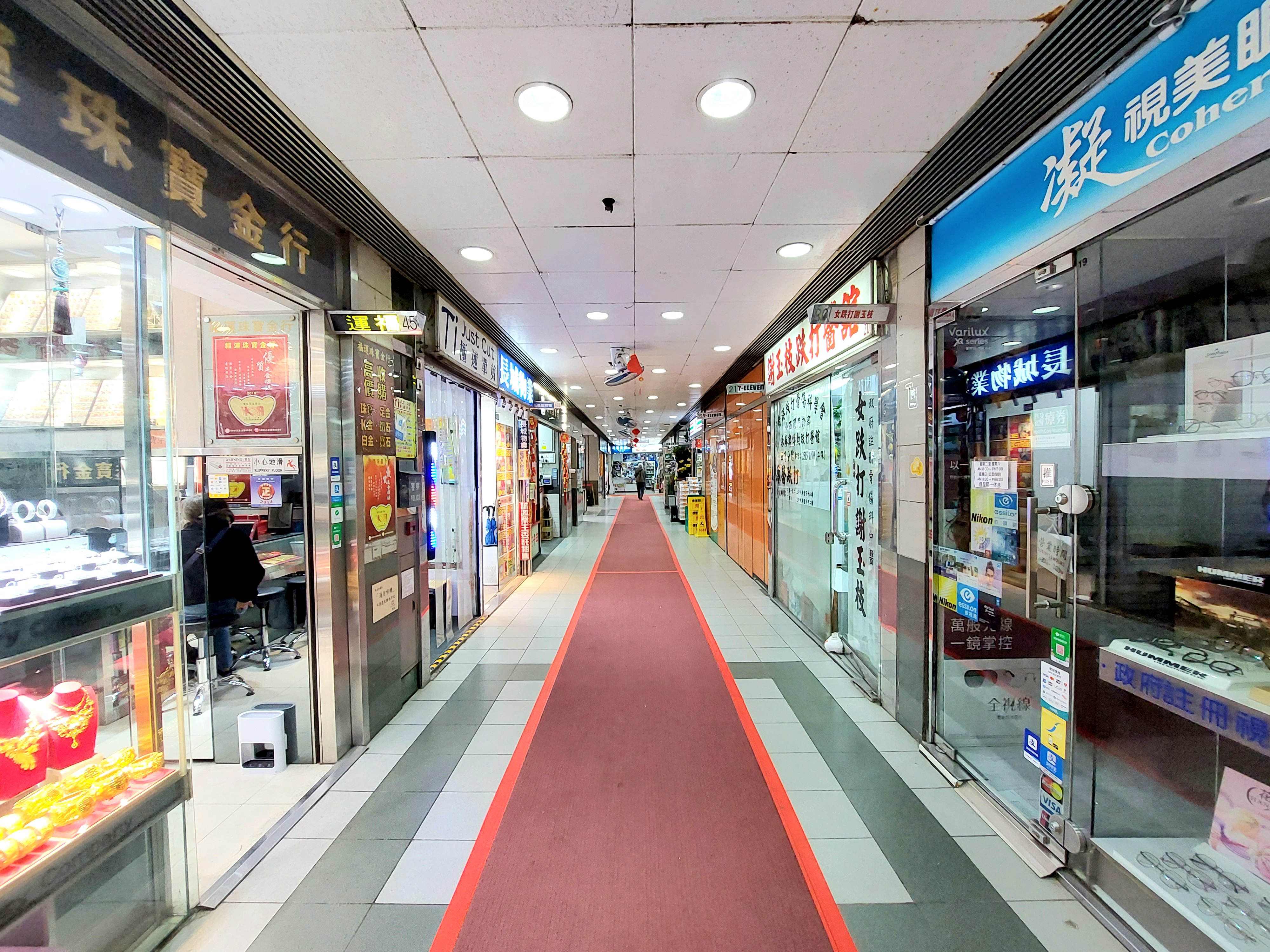
商場地下

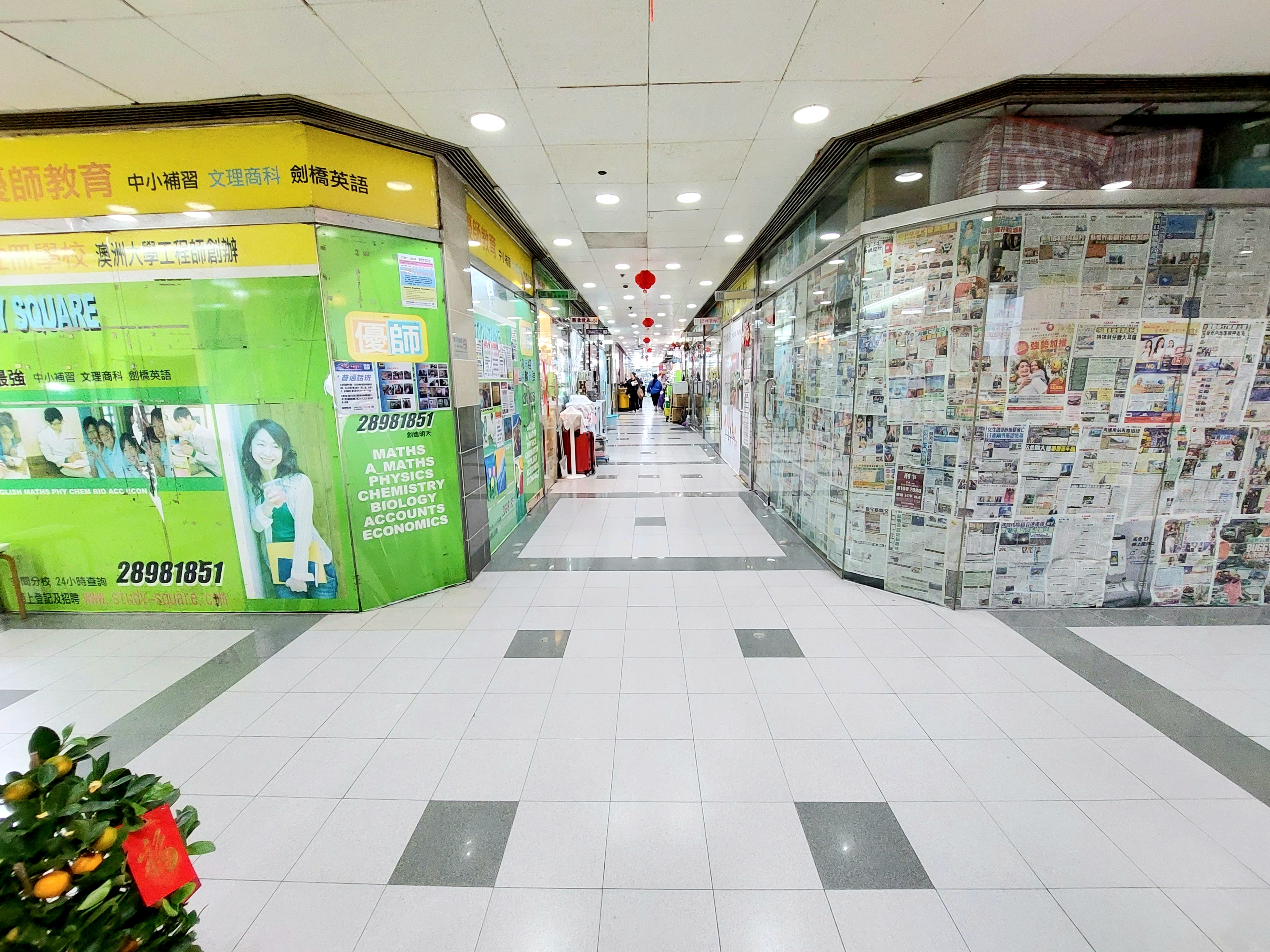
商場1樓

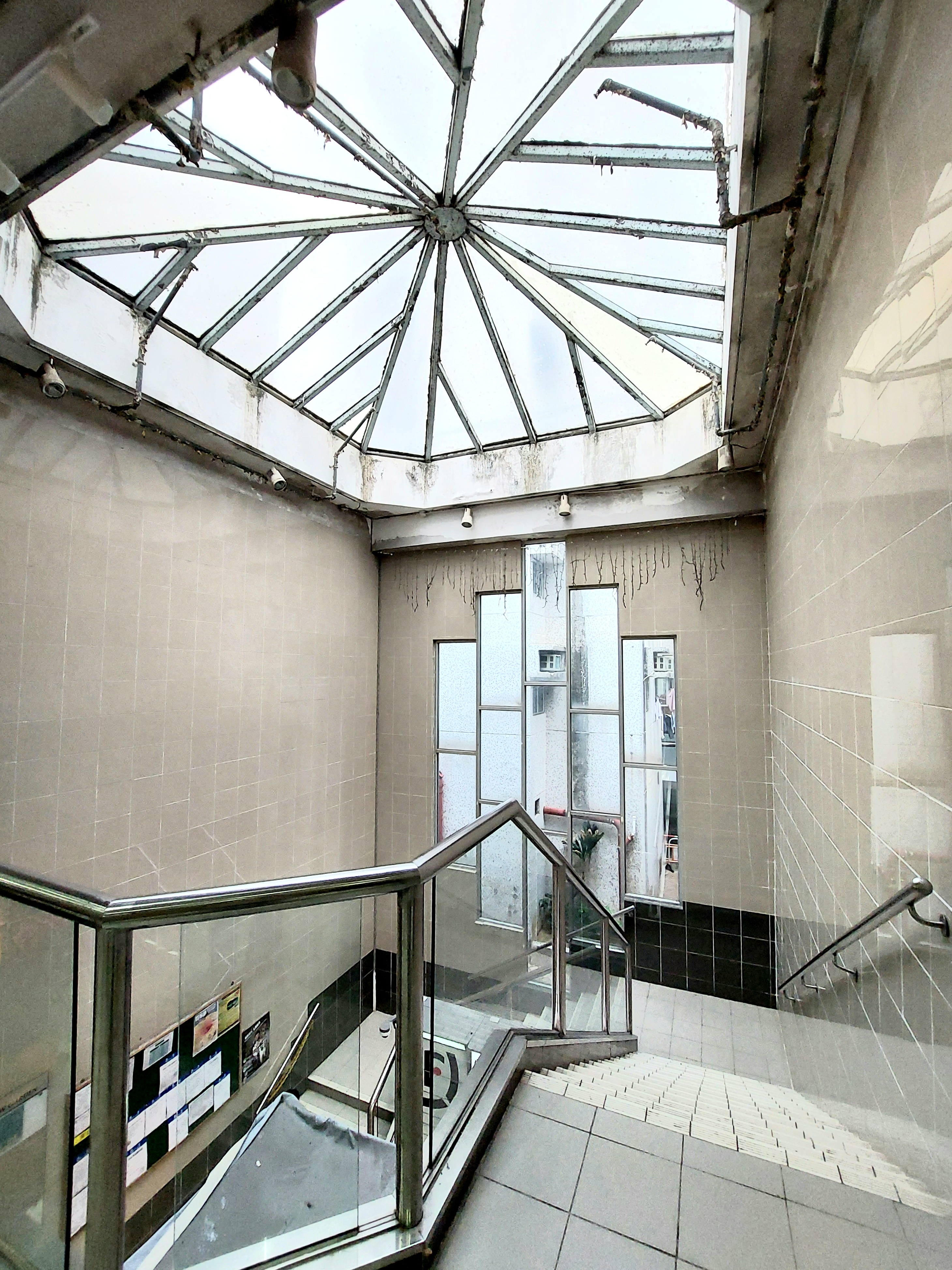
商場中庭

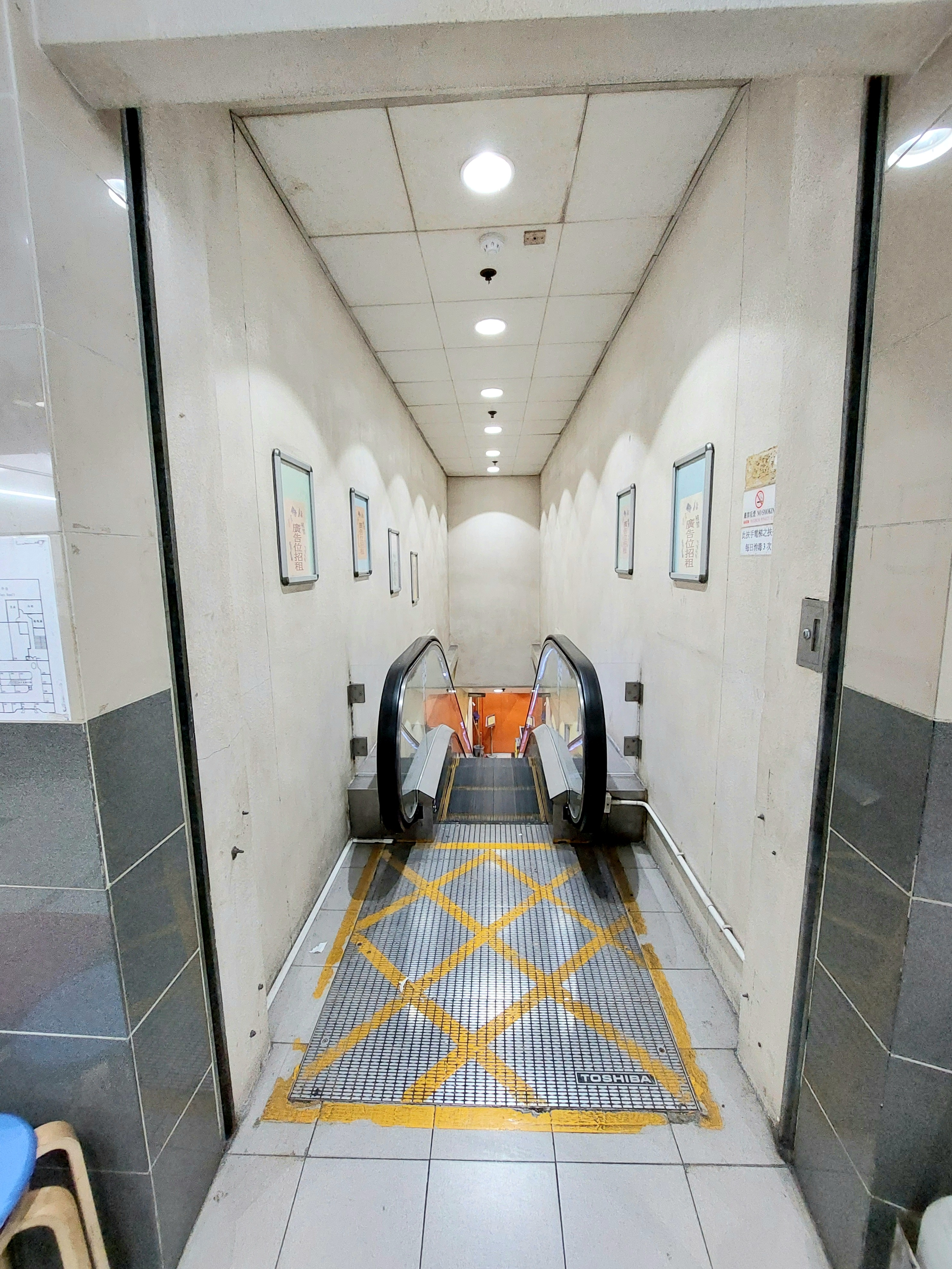
商場惟一扶手電梯，由地面往1樓

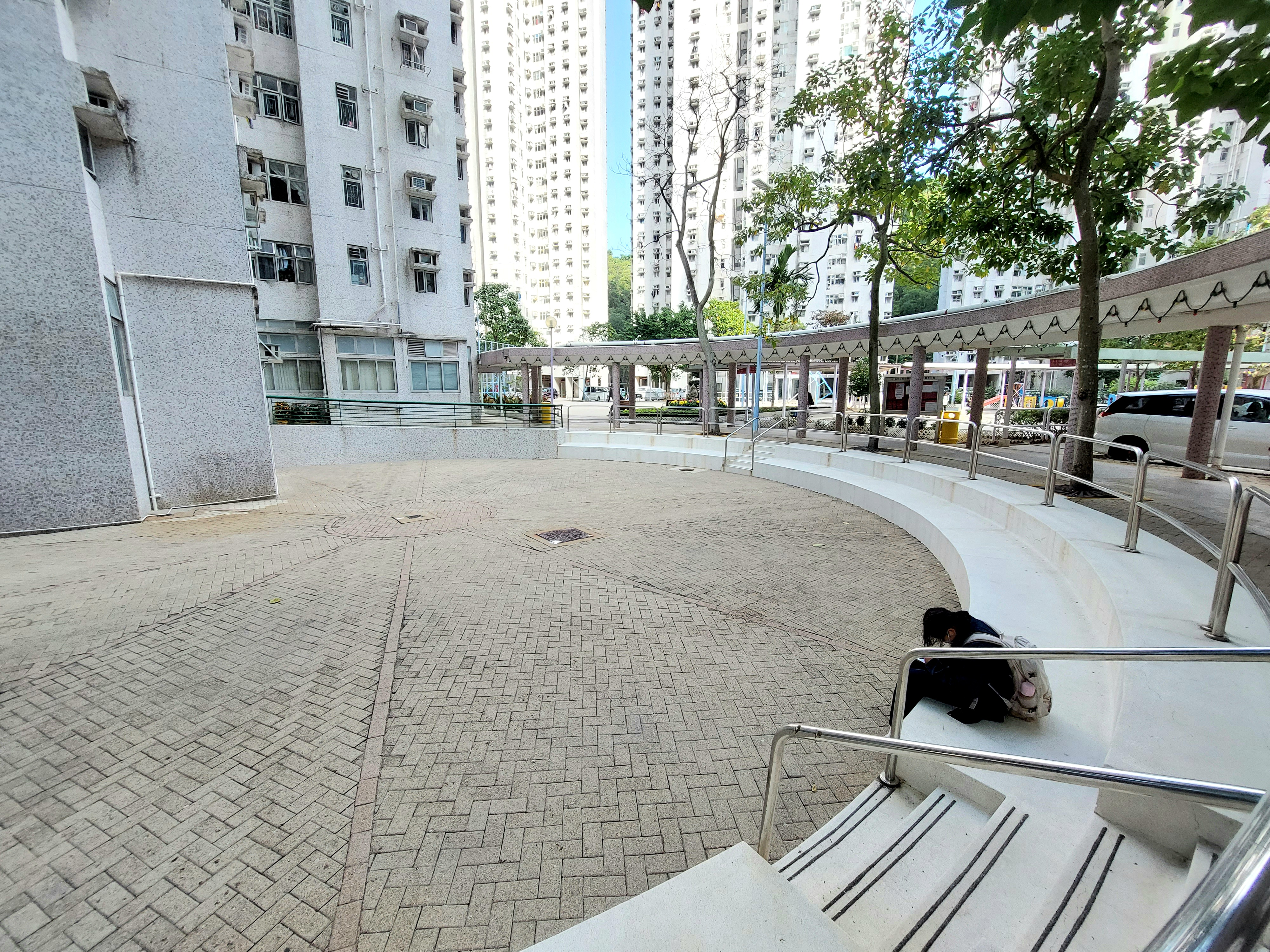
閒坐區

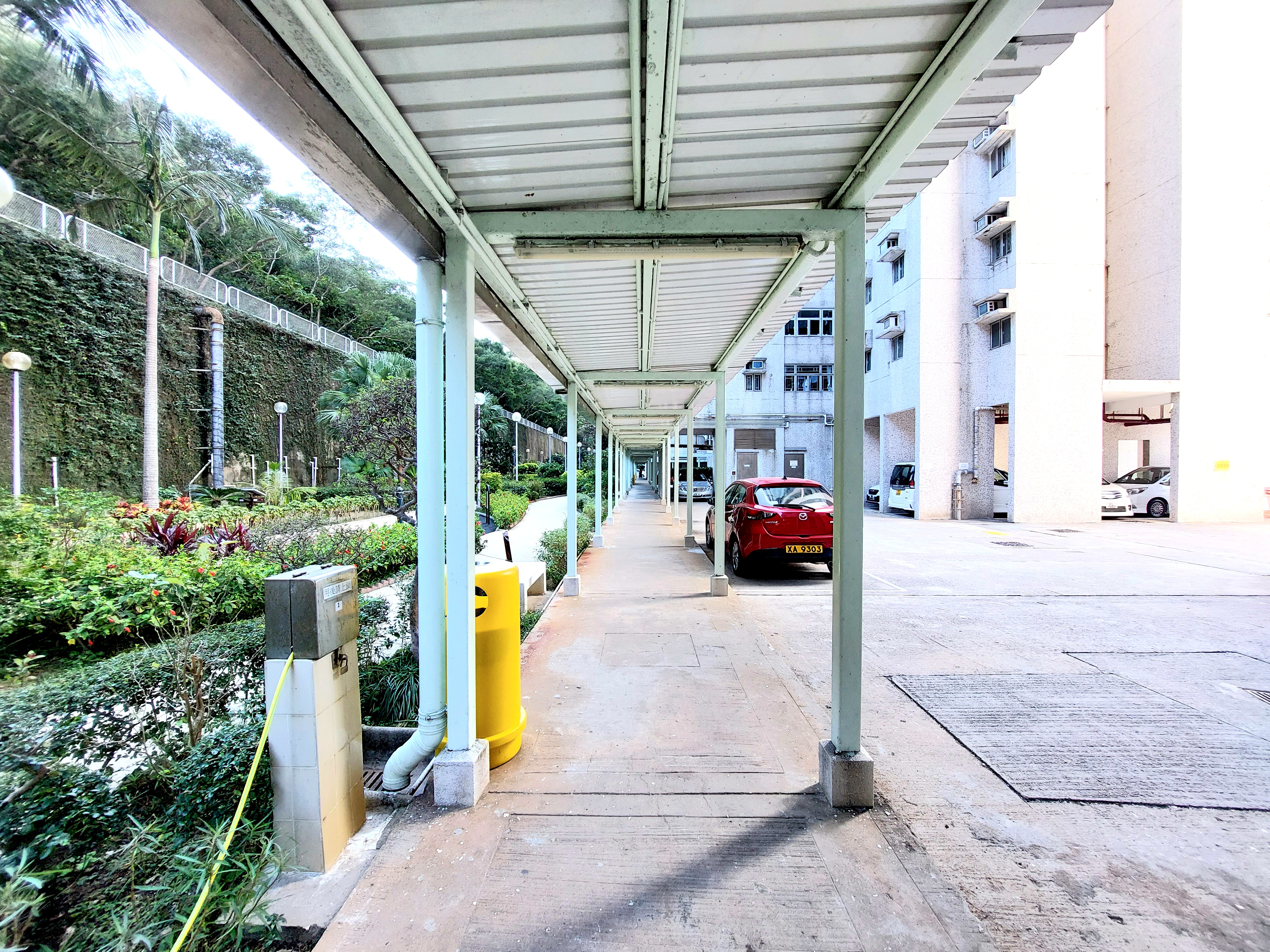
有蓋行人道

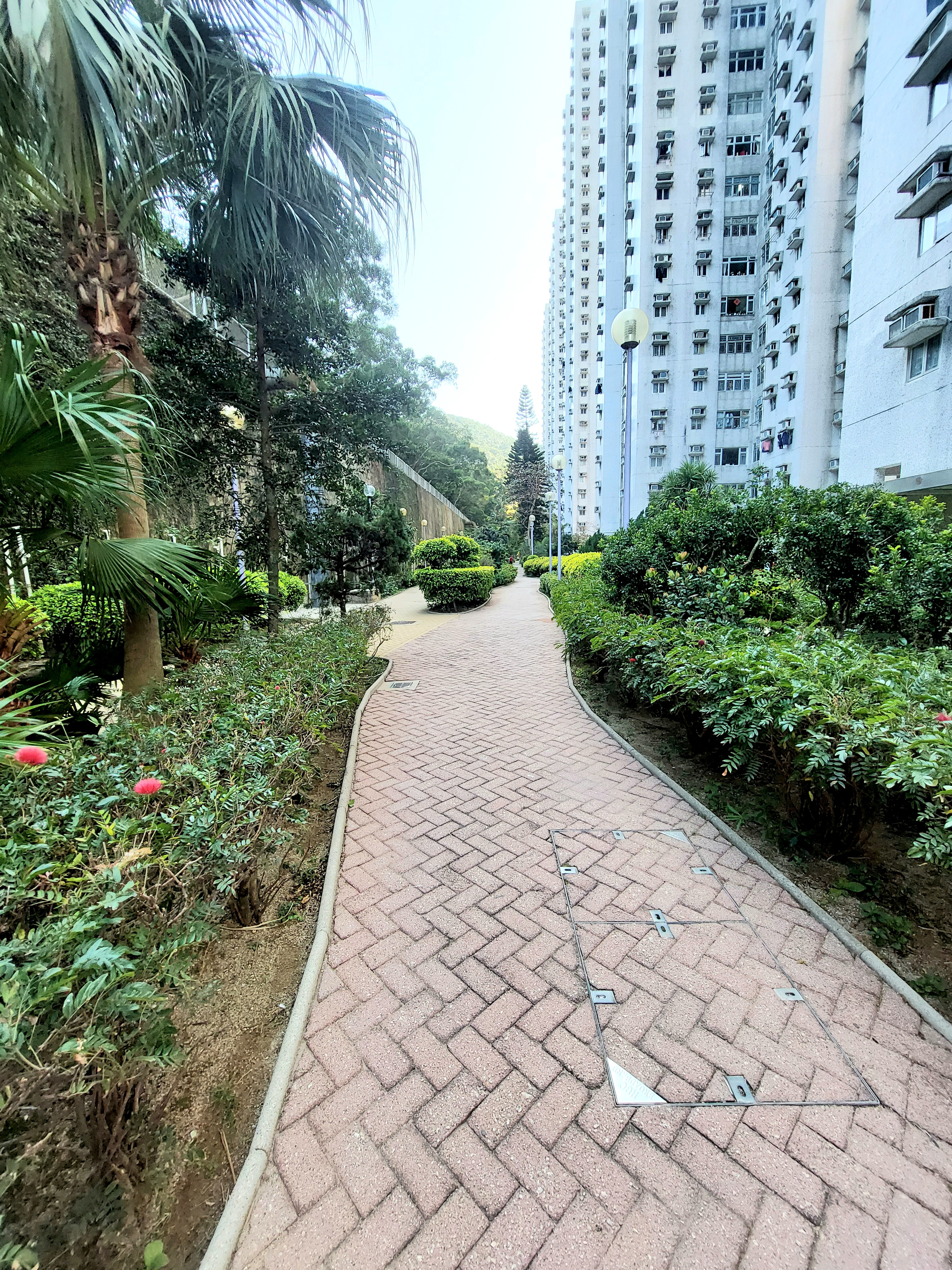
緩跑徑

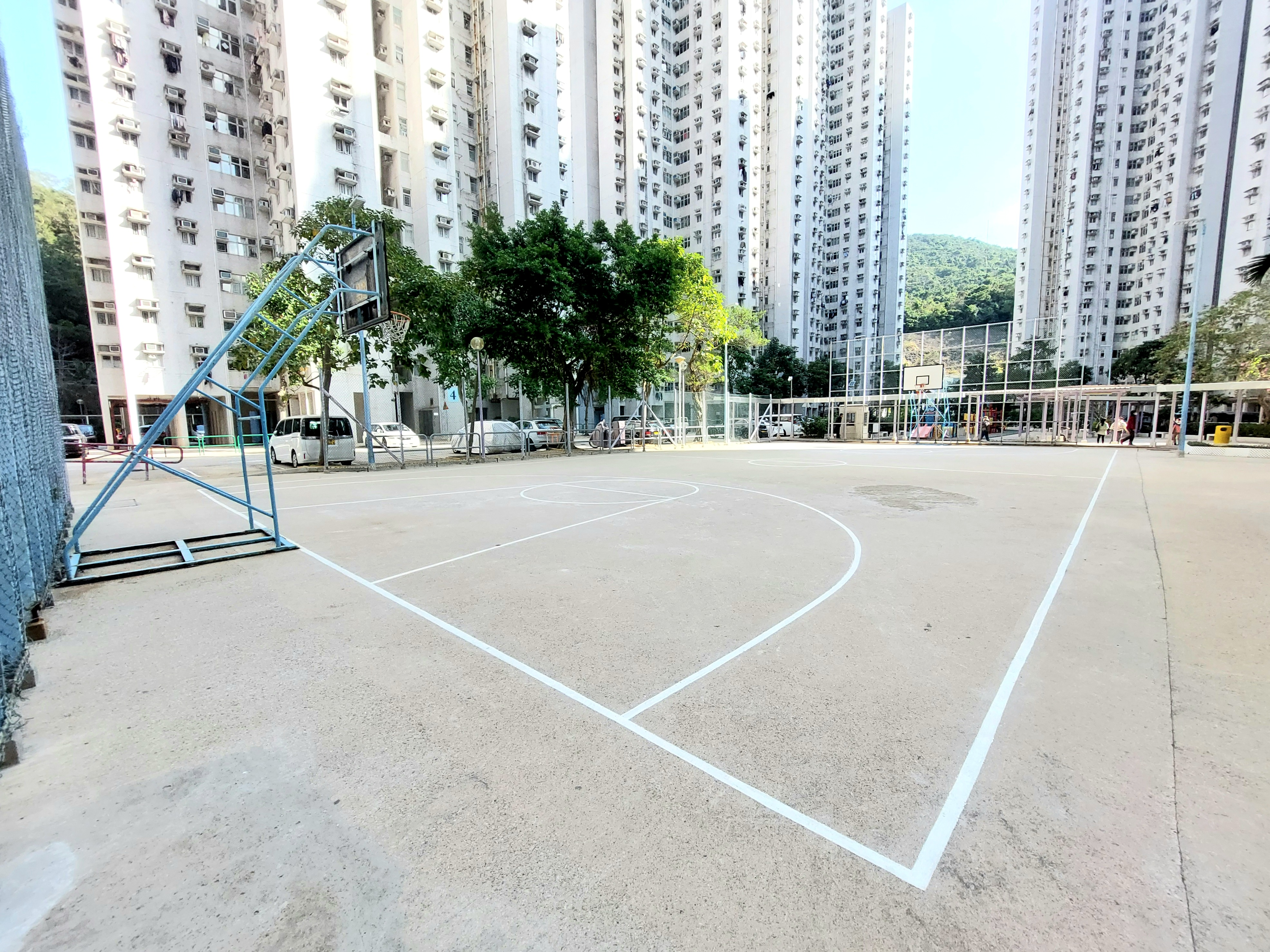
籃球場

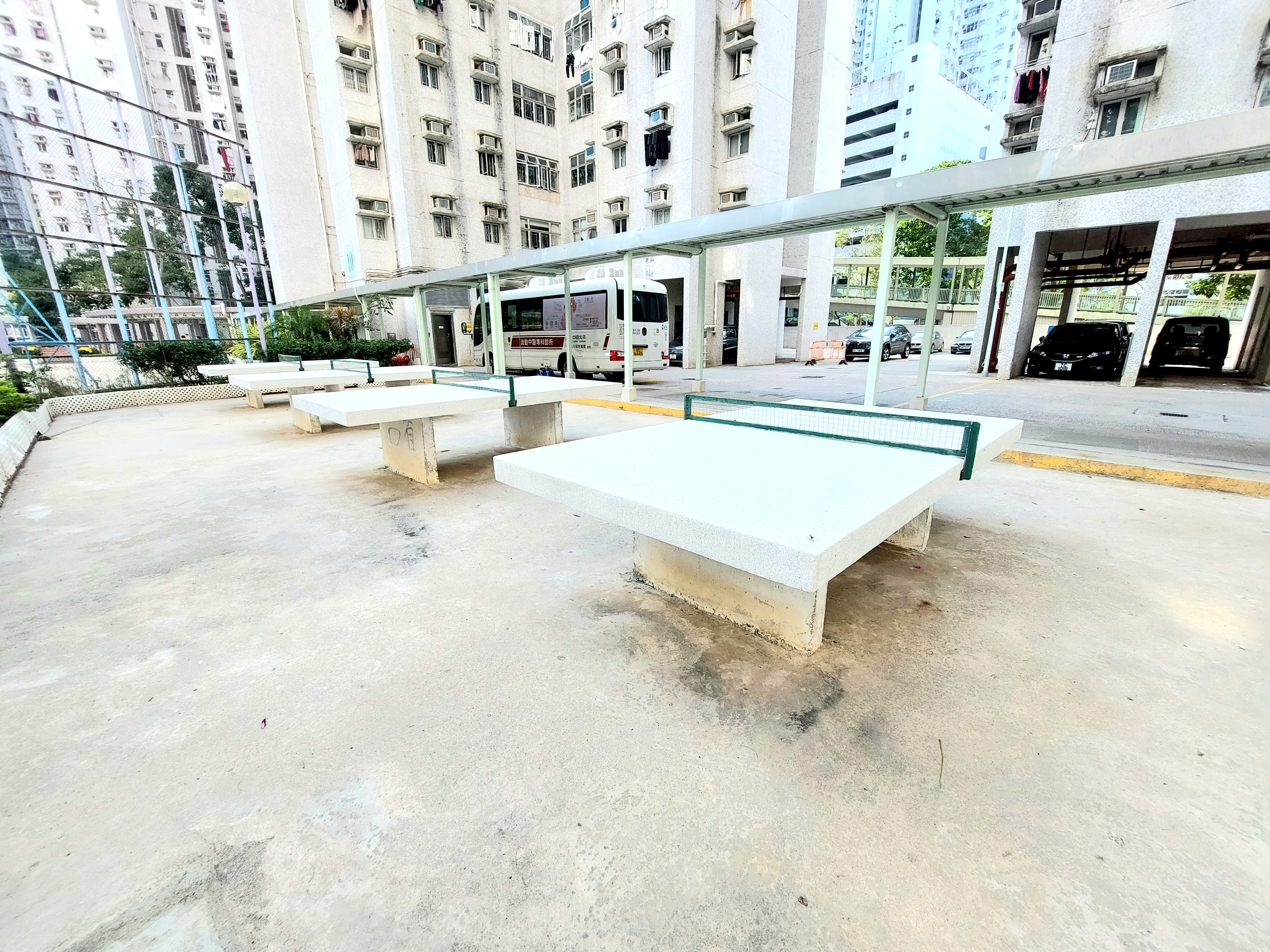
乒乓球枱

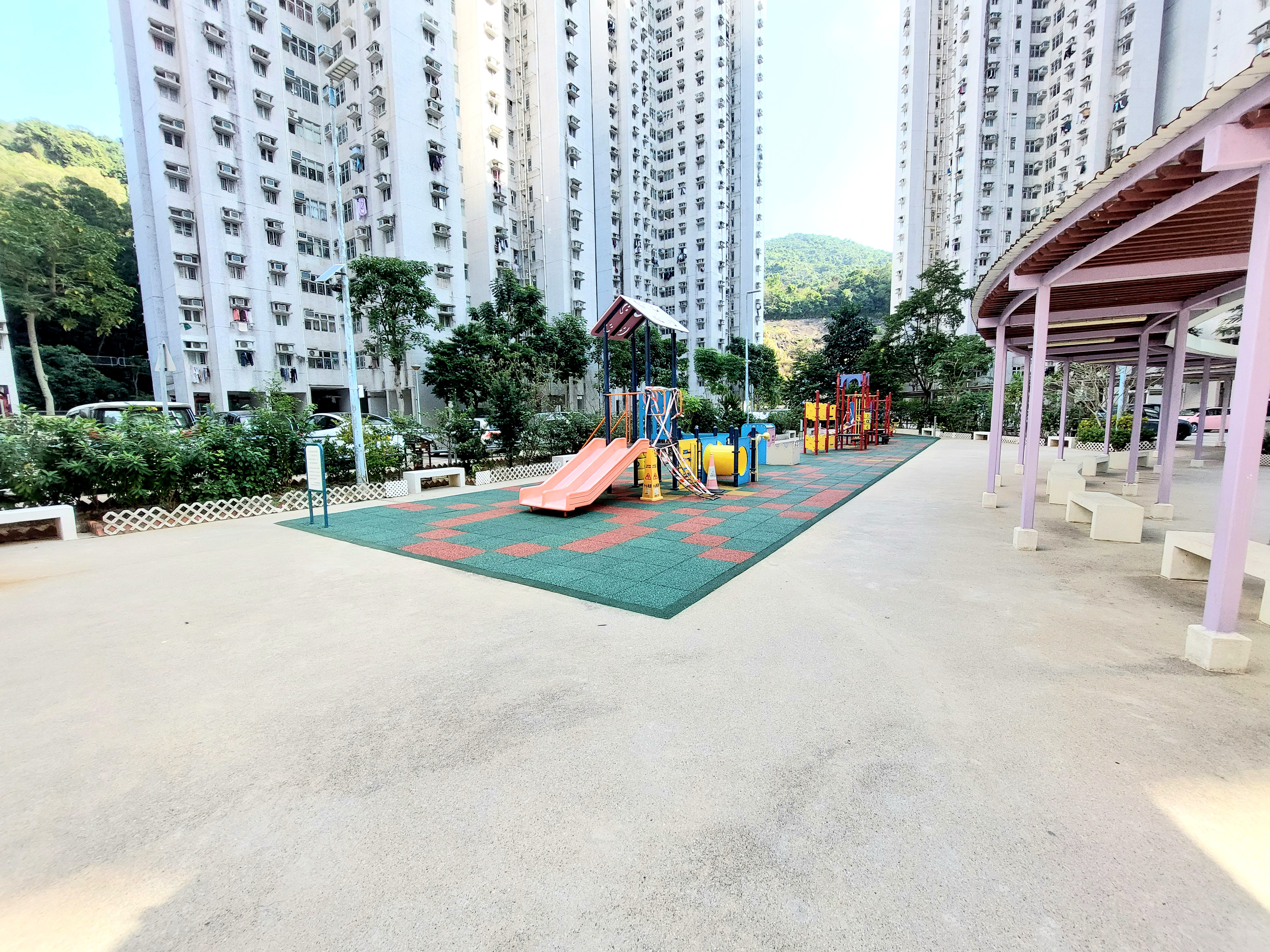
兒童遊樂場

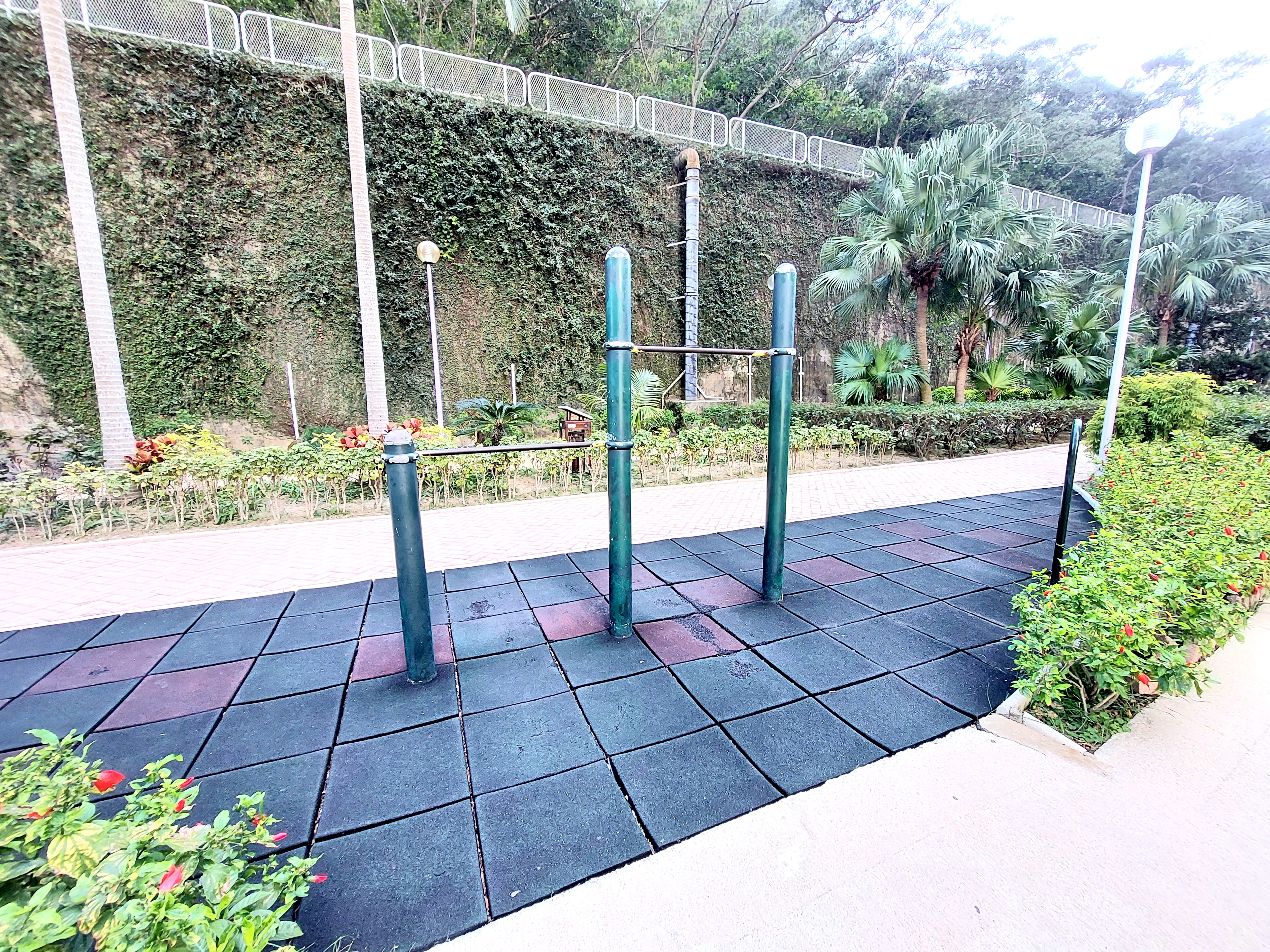
健身區

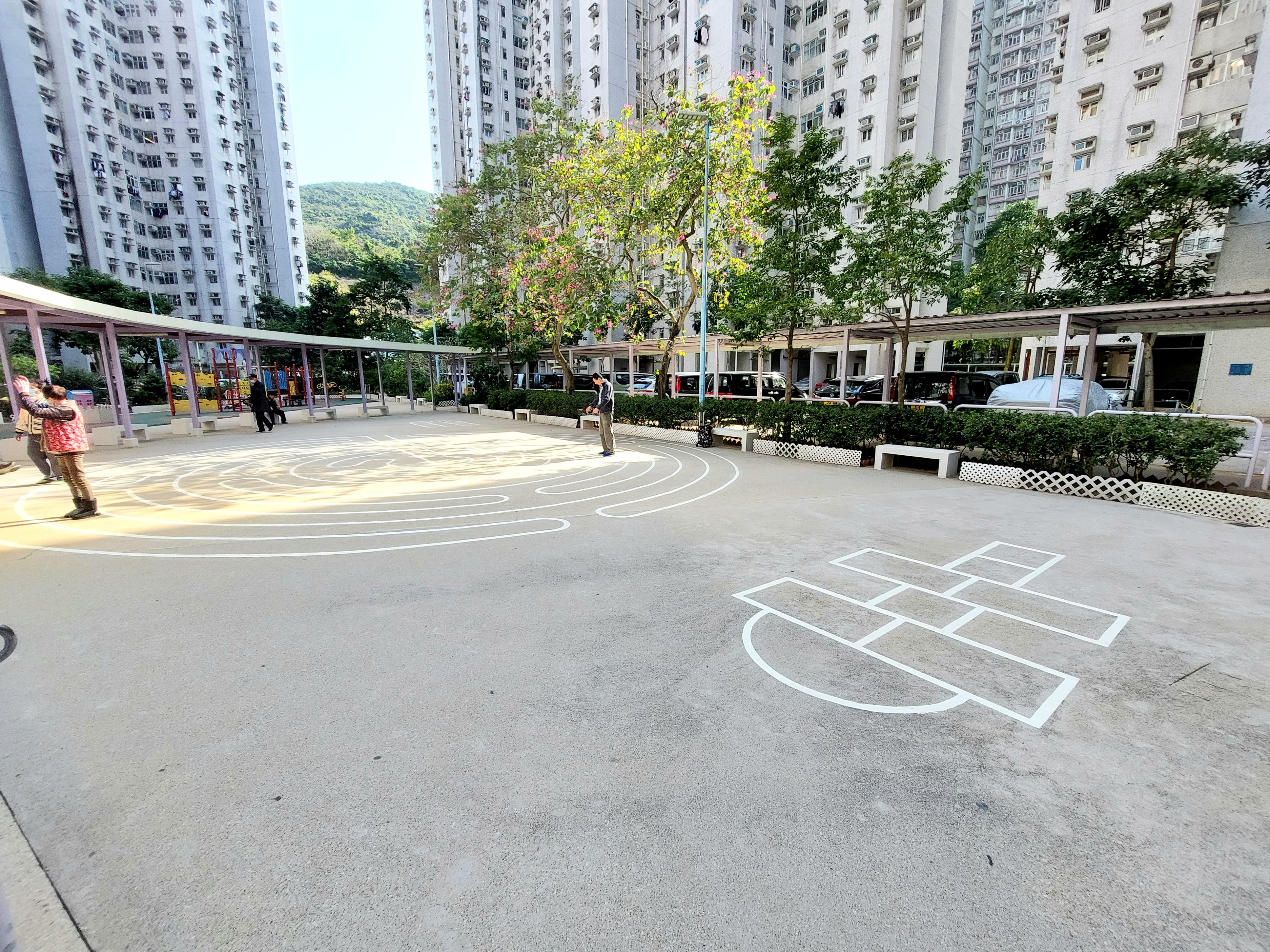
跳飛機

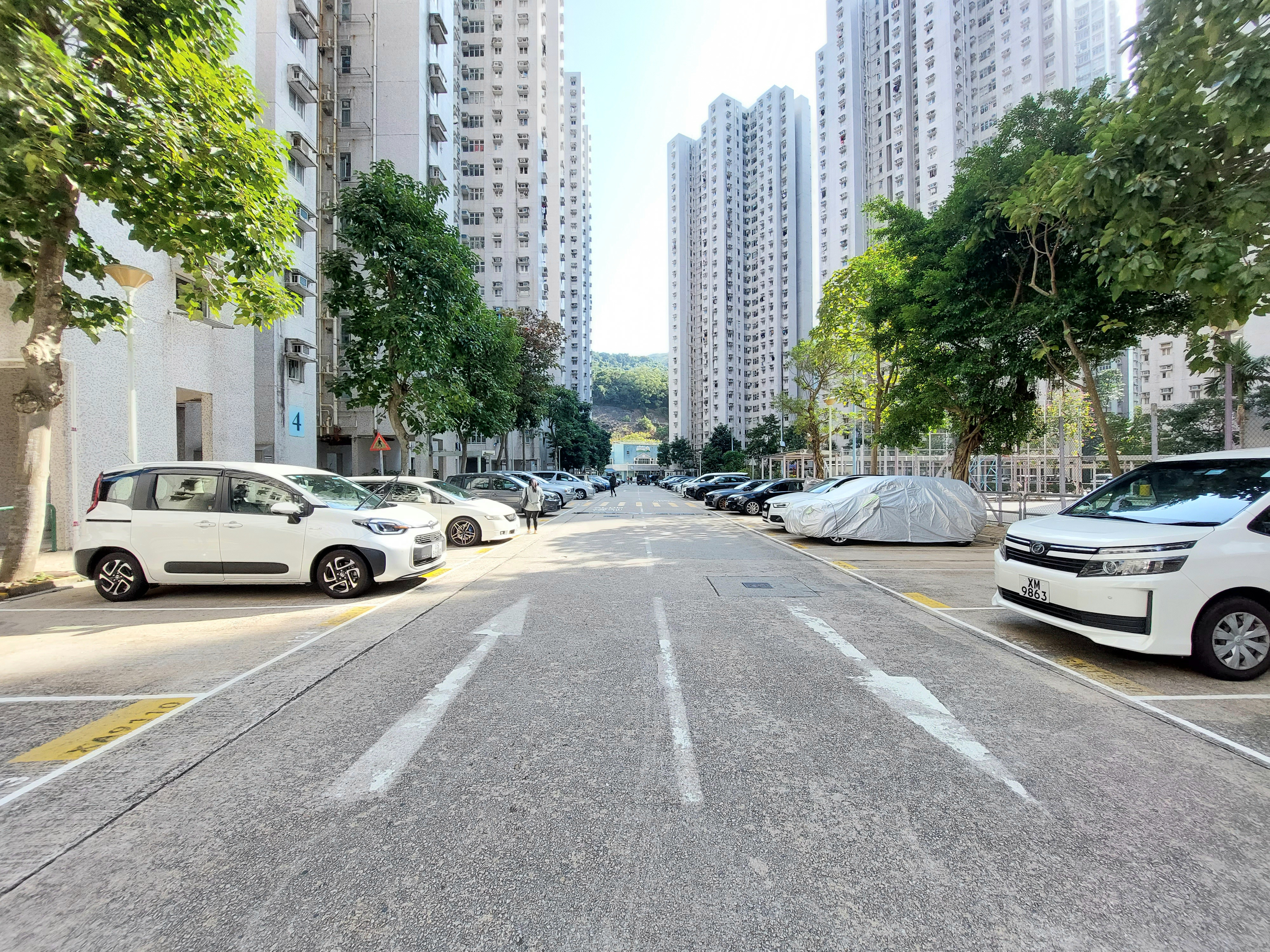
停車場

富景花園（英語：Fullview Garden）為香港的一個私人機構參建居屋，位於柴灣內地段146號小西灣道18號，於1993年落成，全屋苑總面積為352,928平方呎，分兩期發售，屬第13期丙（1-6座）、14期甲（7-11座）出售居屋，於1993年3月起開始入伙，整個發展包括6座29層高及5座30層高的住宅樓宇，共有3,240個單位。鄰近的屋苑有富怡花園、富欣花園及藍灣半島。
發展商為其士發展全資附屬公司東禧有限公司發展，及由香港房屋委員會負責監管整個發展過程及推售，由周氏建築師事務所（周念申建築師）設計，其士建築承建，而管理公司為其士富居。

## 屋苑資料

### 樓宇
共有11幢樓宇，共提供3240個單位，分兩期落成。1-6座於1993年1月落成，7-11座於同年3月落成。
| 樓宇名稱 | 樓宇類型                      | 落成年份 | 每座層數 | 每層伙數 | 每座單位數目 (伙) | 建築師                            | 承建商   | 提供升降機的廠商 | 期數 |
| -------- | ----------------------------- | -------- | -------- | -------- | ----------------- | --------------------------------- | -------- | ---------------- | ---- |
| 第1座    | 私人參建居屋計劃 （十字井型） | 1993年   | 29       | 10       | 290               | 周氏建築師事務所 （周念申建築師） | 其士建築 | 东芝             | 1    |
| 第2座    | 私人參建居屋計劃 （十字井型） | 1993年   | 29       | 10       | 290               | 周氏建築師事務所 （周念申建築師） | 其士建築 | 东芝             | 1    |
| 第3座    | 私人參建居屋計劃 （十字井型） | 1993年   | 29       | 10       | 290               | 周氏建築師事務所 （周念申建築師） | 其士建築 | 东芝             | 1    |
| 第4座    | 私人參建居屋計劃 （十字井型） | 1993年   | 29       | 10       | 290               | 周氏建築師事務所 （周念申建築師） | 其士建築 | 东芝             | 1    |
| 第5座    | 私人參建居屋計劃 （十字井型） | 1993年   | 29       | 10       | 290               | 周氏建築師事務所 （周念申建築師） | 其士建築 | 东芝             | 1    |
| 第6座    | 私人參建居屋計劃 （十字井型） | 1993年   | 29       | 10       | 290               | 周氏建築師事務所 （周念申建築師） | 其士建築 | 东芝             | 1    |
| 第7座    | 私人參建居屋計劃 （十字井型） | 1993年   | 30       | 10       | 300               | 周氏建築師事務所 （周念申建築師） | 其士建築 | 东芝             | 2    |
| 第8座    | 私人參建居屋計劃 （十字井型） | 1993年   | 30       | 10       | 300               | 周氏建築師事務所 （周念申建築師） | 其士建築 | 东芝             | 2    |
| 第9座    | 私人參建居屋計劃 （十字井型） | 1993年   | 30       | 10       | 300               | 周氏建築師事務所 （周念申建築師） | 其士建築 | 东芝             | 2    |
| 第10座   | 私人參建居屋計劃 （十字井型） | 1993年   | 30       | 10       | 300               | 周氏建築師事務所 （周念申建築師） | 其士建築 | 东芝             | 2    |
| 第11座   | 私人參建居屋計劃 （十字井型） | 1993年   | 30       | 10       | 300               | 周氏建築師事務所 （周念申建築師） | 其士建築 | 东芝             | 2    |

### 設施
富景花園有以下設施：
- 一所幼稚園迦南幼稚園（小西灣）（页面存档备份，存于）
- 商場（135個商舖，總面積27,609平方呎）
- 停車場
- 運動設施（籃球場、健身設施及兒童遊樂場等）

## 網絡事件

### 順豐速遞員在行人通道用膳被公審事件
2022年3月15日，一名網民在「小西灣富景花園居民聯絡組」群組發帖，指一名順豐貨運速遞員脫下口罩在行人通道用膳，影響衛生並已向保安公司投訴。帖子一出，帖主公審不成反被大量網民圍攻，直指其不近人情。最終事件被報章報道，藝人林盛斌亦有就事件發聲，帖主最終因理虧而刪文及改名。

## 外部連結
- 香港房屋委員會：富景花園 （页面存档备份，存于）
- 屋邨網站 （页面存档备份，存于）